# Свети Димитър (Фрурио)
Вижте пояснителната страница за други значения на Свети Димитър.
„Свети Димитър“ (на гръцки: Αγίου Δημητρίου) е православна църква в кожанското село Фрурио (Низиско), Егейска Македония, Гърция, част от Сервийската и Кожанска епархия.
Храмът е построен в XVII век на 300 m извън селото. Представлява еднокорабен поствизантийски храм със стенописи от 1646 – 1647 година, когато според надпис в него храмът е обновен. В храма са запазени ценни стенописи. В 1996 година църквата е обявена за защитен паметник.
- Фреска от църквата
- Фреска от църквата
- Фреска от църквата
- Фреска от църквата
- Фреска от църквата
- Ктиторският надпис